# ウェルスナビ
ウェルスナビ株式会社（英: WealthNavi Inc.）はロボアドバイザーによる個人資産運用サービスを提供する日本のフィンテック企業。財務省出身の柴山和久が創業した。

## 沿革
- 2015年4月 - ウェルスナビ株式会社を設立[4]。
- 2015年10月 - グリーベンチャーズ、インフィニティ・ベンチャー・パートナーズ、SMBCベンチャーキャピタル、みずほキャピタル、三菱UFJキャピタル、DBJキャピタルを引受先とする総額約6億円の第三者割当増資を実施[5]。
- 2016年7月 - WealthNaviをリリース[6]。
- 2016年9月 -  RISING EXPO2016でグランプリを受賞した[7]。
- 2016年10月 - SBIホールディングス、SBIインベストメント、みずほキャピタル、SMBCベンチャーキャピタル、DBJキャピタル、インフィニティ・ベンチャー・パートナーズを引受先とする総額約15億円の第三者割当増資を実施[8]。
- 2017年1月 - 「WealthNavi for SBI 証券」の提供を開始。
- 2017年2月 - 「WealthNavi for 住信 SBI ネット銀行」の提供を開始。
- 2017年5月 - おつりで資産運用アプリ「マメタス」の提供を開始。
- 2017年9月 - 全日本空輸株式会社と提携、「WealthNavi for ANA」の提供を開始。
- 2017年12月 - ソニー銀行株式会社と提携、「WealthNavi for ソニー銀行」の提供を開始。
- 2018年2月 - 総額約15億円の第三者割当増資を実施。
- 2018年3月 - 株式会社イオン銀行と提携、「WealthNavi for イオン銀行」の提供を開始。
- 2018年4月 - 株式会社横浜銀行と提携、「WealthNavi for 横浜銀行」の提供を開始。
- 2018年5月 - 日本航空株式会社と提携、「WealthNavi for JAL」の提供を開始。
- 2018年11月 - 総額約25億円の第三者割当増資を実施 / 東急カード株式会社と提携、「WealthNavi for TOKYU POINT」の提供を開始。
- 2019年1月 - 株式会社じぶん銀行と提携、「WealthNavi for じぶん銀行」の提供を開始。
- 2019年4月 - 株式会社SBIネオモバイル証券と提携、「WealthNavi for ネオモバ」の提供 を開始。
- 2019年8月 - 東京海上日動火災保険株式会社と提携、「WealthNavi for 東京海上日動」 の提供を開始。
- 2019年10月 - 株式会社北國銀行と提携、「北國おまかせ Navi」の提供を開始。
- 2019年11月 - 総額約41億円の第三者割当増資を実施 / 小田急電鉄株式会社と提携、「WealthNavi for ODAKYU」の提供を開始 / 資金移動業の登録を完了。
- 2020年12月22日 - 東証マザーズ上場[9]。
- 2024年3月 - 株式会社三菱UFJ銀行との間で資本業務提携を締結。第三者割当により、同行が15.56%を取得し、持分法適用関連会社となった[10][11]。
- 2025年1月 - 三菱UFJ銀行による株式公開買付けが成立[12]。
- 2025年3月 - 3月4日に東京証券取引所グロース市場上場廃止。3月6日に株式売渡請求により、三菱UFJ銀行の完全子会社となる[1]。

## サービス

### WealthNavi
ロボアドバイザーによる個人資産運用サービス（投資一任契約に基づく資産運用の受託業務）。投資一任契約を締結した顧客の資産を預かり、預かり資産の１％の手数料にて、同社の投資判断で顧客資産を株式や債券など世界11,000銘柄の上場投資信託（ETF）で運用している。業務提携を行っているSBI証券の顧客向けに「WealthNavi for SBI証券」も提供している。SBI証券との提携により残高は25億円を突破した。

2018年11月8日時点で預かり資産残高は8日時点で1100億円、口座数は10万を超えた。
2020年6月9日時点で預かり資産が2500億円突破、口座数は31万を超えた。

### マメタス おつりでコツコツ資産運用 by WealthNavi
少額資産運用サービス。クレジットカードや電子マネーでの支払いを100円単位での支払いとし、99円以下の「お釣り」を資産運用に充てるサービス。